# Omia banghaasi
Omia banghaasi là một loài bướm đêm trong họ Noctuidae.